# Нюстрём, Йёста
Йёста Ню́стрём (швед. Gösta Nystroem; 13 октября 1890, Сильвберг, Швеция — 9 августа 1966, Серё, Швеция) — шведский композитор, музыкальный критик, художник и педагог. Член Шведской академии наук (с 1941).

## Биография
Родился в Сильвберге, но большую часть своего детства провел в Остерханинге, недалеко от Стокгольма. Его отец был директором и органистом. Свои занятия музыкой начал в Королевской высшей музыкальной школе в Стокгольме у Андреаса Халлена. Затем продолжил занятия в Копенгагене у Карла Нильсена. Он изучал композицию в Стокгольме, Копенгагене и Париже. С 1919 года он в  совершенствуется у Венсана д’Энди (композиция), Леонида Сабанеева и Эрика Шевийяра. Здесь же развиваются и его художественные увлечения. Сблизившись с такими художниками как Фернан Леже, Пабло Пикассо, Жорж Брак, Джорджо де Кирико и многими другими, Нюстрём отдаёт предпочтение кубизму. Прожив во Франции в течение нескольких лет, он переехал в Гётеборг на западном побережье Швеции в 1930-х годах, где он также работал музыкальным критиком в Göteborgs Handels- och Sjöfartstidning. С 1932 года профессор композиции в Стокгольмской консерватории. В 1950-х годах он поселился в Саро, довольно богатой деревне в двадцати километрах к югу от Гётеборга, где у него был дом, который первоначально принадлежал семье его первой жены, Гледис Хейман, на которой он женился в 1921 году во Франции. У пары было три дочери. Гледис умерла в 1946 году, а в 1950 году Нюстрём вступил в повторный брак с Хелен Лион. В своём музыкальном творчестве, полном исканий, работал во всех жанрах, перепробовав различную стилистику, пребывая под перманентным впечатлением то от импрессионизма, то от экспрессионизма, то от неоклассицизма; испытывая попеременное влияние шестёрки, Яна Сибелиуса, Арнольда Бакса, Артюра Онеггера, Пауля Хиндемита и многих других. Но что всегда оставалось неизменным — его обращение к морской тематике (особенно в программной музыке).

## Сочинения
- 1929—1931 Sinfonia breve
- 1935—1937 Sinfonia espressiva
- 1944 Sinfonia concertante, для виолончели с оркестром
- 1947—1948 Sinfonia del mare, для сопрано и большого оркестра
- 1952 Symfonie nr. 4 «Шекспировская».
- 1963 Sinfonia seria
- 1965 Sinfonia tramontana - Symfonie nr. 6
  - Lento - Allegro molto scherzando - Lento
  - Lento - Allegro - Andante
- 1924—1925 симфоническая поэма «Ледовитый океан» Ishavet - La mer arctique.